# تذكرة الطيران

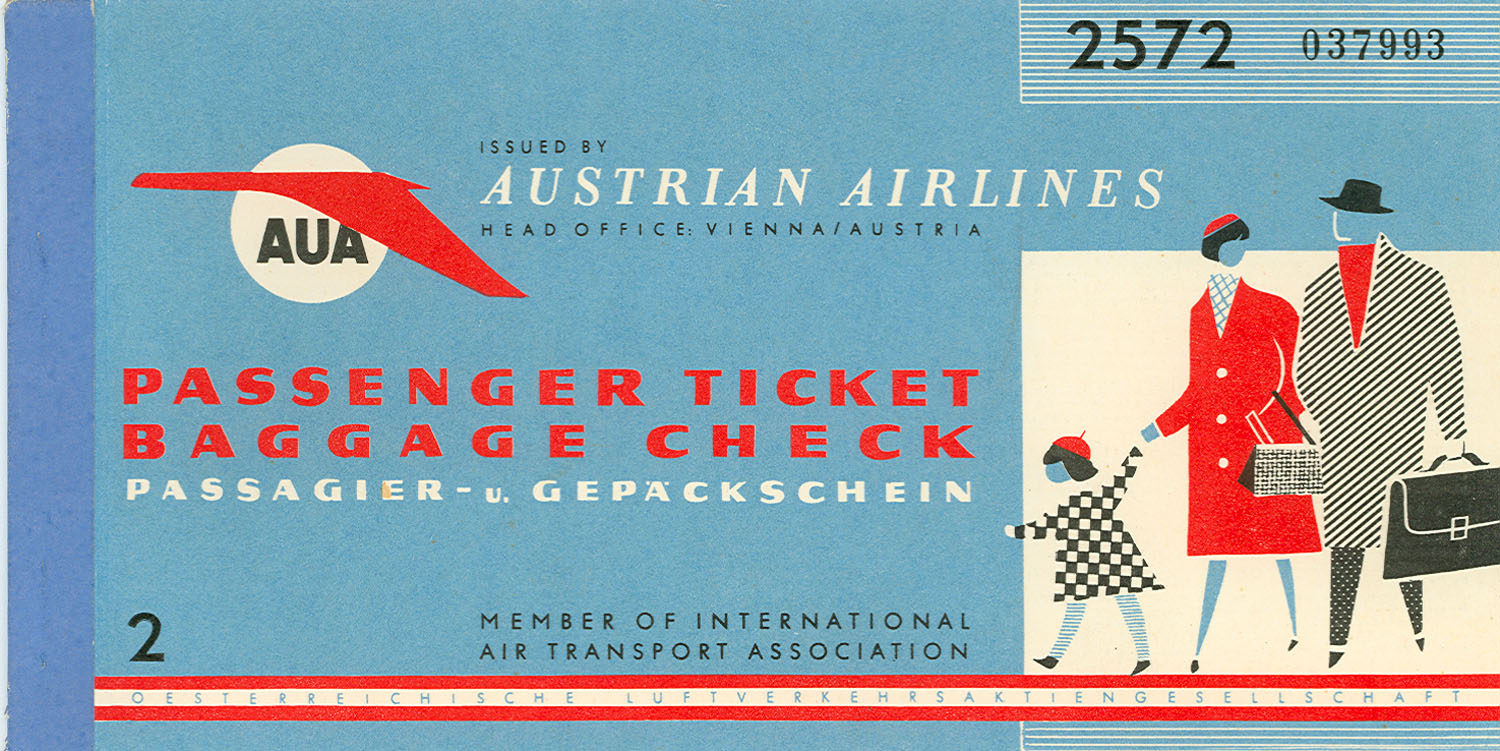
غلاف تذكرة من الخطوط الجوية النمساوية، حوالي الستينيات

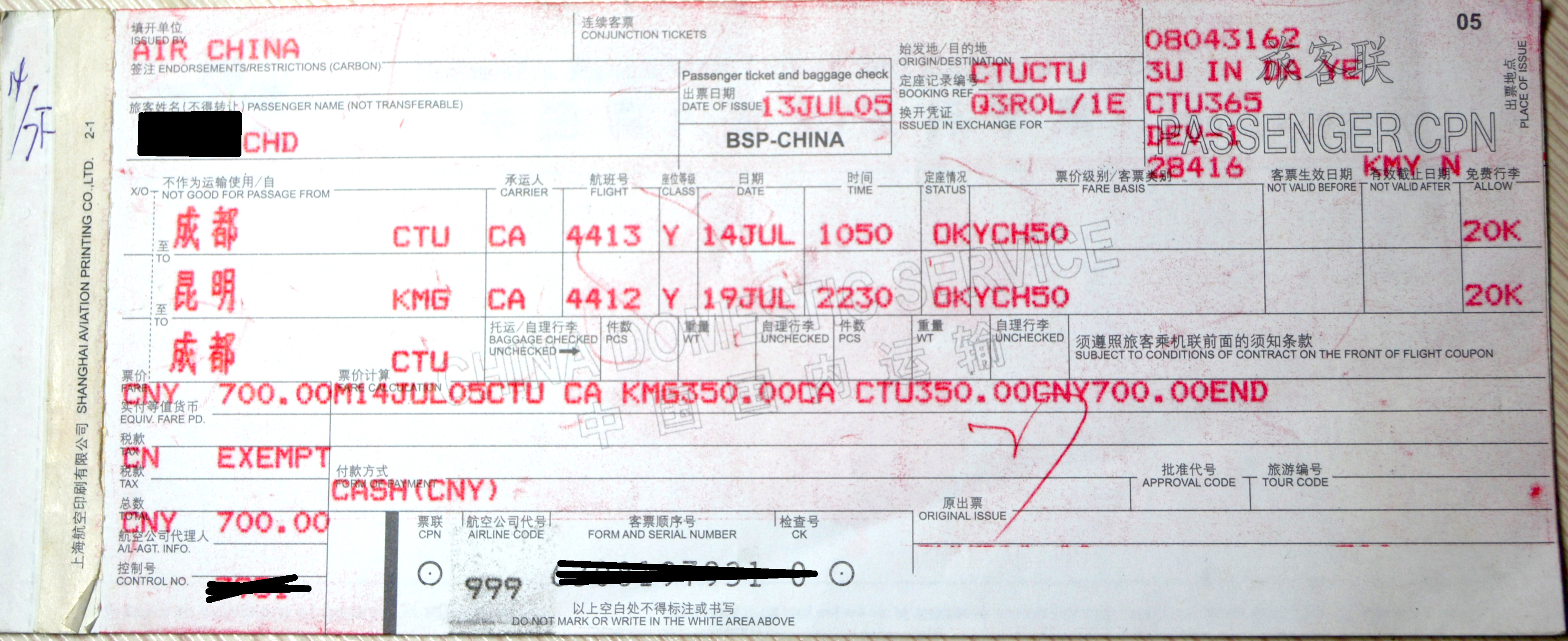
تذكرة طيران الصين للخدمة المحلية (من مطار تشنغدو شوانغليو الدولي إلى مطار كونمينغ ووجيابا الدولي)

تذكرة الطيران هي مستند أو سجل إلكتروني، صادر عن شركة طيران أو وكالة سفر، يؤكد حق الفرد في الحصول على مقعد على متن طائرة. قد تكون تذكرة الطيران أحد نوعين: تذكرة ورقية، تتكون من كوبونات أو قسائم؛ وتذكرة إلكترونية (يشار إليها عادةً باسم التذكرة الإلكترونية).
التذكرة، في أي من أشكالها، مطلوبة للحصول على بطاقة صعود على متن الطائرة أثناء تسجيل الوصول في المطار. ببطاقة الصعود والتذكرة المرفقة، يُسمح للراكب بالصعود إلى الطائرة.

## تفاصيل
بغض النظر عن نوعها، تحتوي التذاكر على المعلومات التالية:
- اسم الراكب.
- شركة الطيران المصدرة.
- رقم التذكرة، بما في ذلك رمز شركة الطيران المكون من ثلاثة أرقام[2] والذي يظهر في بداية الرقم.
- المدن التي تكون التذكرة صالحة للسفر بينها.
- الرحلة التي تكون التذكرة صالحة لها (ما لم تكن التذكرة «مفتوحة»).
- حد الامتعة المسموح به. (ليس مرئيًا دائمًا في النسخة المطبوعة ولكن يتم تسجيله إلكترونيًا لشركة الطيران).
- أجرة. (ليس مرئيًا دائمًا في النسخة المطبوعة ولكن يتم تسجيله إلكترونيًا لشركة الطيران).
- الضرائب. (ليس مرئيًا دائمًا في النسخة المطبوعة ولكن يتم تسجيله إلكترونيًا لشركة الطيران).
- «أساس الأجرة»، رمز أبجدي أو أبجدي رقمي يحدد الأجرة.
- قيود على التغييرات والمبالغ المستردة. (لا يتم عرضه بالتفصيل دائمًا، ولكن يشار إليه).
- التواريخ التي تكون فيها التذكرة صالحة.
- «طريقة الدفع»، أي تفاصيل كيفية دفع ثمن التذكرة، والتي بدورها ستؤثر على كيفية استردادها.
- سعر الصرف المستخدم لحساب أي أجزاء دولية من الأجرة والضريبة.
- «أجرة البناء» أو «الخطي» توضح تقسيم الأجرة الإجمالية.

تكون الأوقات على تذاكر الطيران بشكل عام للمنطقة الزمنية المحلية حيث ستكون الرحلة في ذلك التوقيت.
بشكل عام، تكون التذكرة صالحة الاستخدام فقط على شركة الطيران التي تم شراؤها من أجلها. ومع ذلك، يمكن لشركة الطيران أن تصادق على التذكرة، بحيث يمكن قبولها من قبل شركات الطيران الأخرى، أحيانًا على أساس الانتظار أو بمقعد مؤكد. عادة ما تكون التذكرة لرحلة معينة. من الممكن أيضًا شراء تذكرة «مفتوحة»، والتي تسمح بالسفر على أي رحلة بين الوجهات المدرجة في التذكرة. وتكون تكلفتها أكبر من تذكرة رحلة معينة. بعض التذاكر قابلة للاسترداد. ومع ذلك، فإن التذاكر منخفضة التكلفة عادة ما تكون غير قابلة للاسترداد وقد تحمل العديد من القيود الإضافية.
يتم تمثيل الناقل (شركة الطيران) برمز أبجدي رقمي قياسي مكون من حرفين. في المثال أعلاه، رمز الخطوط الجوية التايلاندية هو (TG). يتم تمثيل مدن المغادرة والوجهة بواسطة رموز المطارات التابعة لاتحاد النقل الجوي الدولي. في المثال أعلاه، ميونيخ رمزها (MUC) وبانكوك رمزها (BKK). الاتحاد الدولي للنقل الجوي هو المنظمة المسؤولة عن وضع المعايير.
يمكن لراكب واحد فقط استخدام التذكرة. إذا كان عدة ركاب يسافرون معًا، يتم ربط التذاكر معًا بواسطة نفس محدد السجل أو رقم الحجز، والذي يتم تعيينه في نفس وقت شراء التذاكر. يمكن لمعظم شركات الطيران الرجوع إلى التذاكر معًا في أنظمة الحجز الخاصة بهم.

## إصدار تذكرة طيران

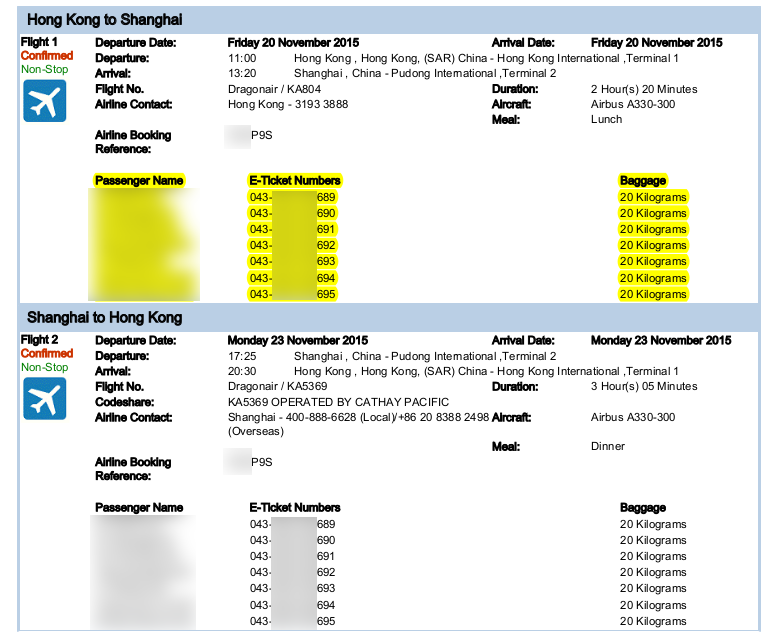
خط سير الرحلة حيث يوجد عدة ركاب في نفس الحجز مع رقم تذكرة لكل راكب

يجب أن يحمل كل مسافر إيراداي في شركة طيران تذكرة صادرة صالحة. من أجل إصدار التذكرة، هناك عمليتان منفصلتان؛ كلاهما مطلوب:
حجز
يتم إجراء حجز لمسار الرحلة في نظام شركة الطيران، إما مباشرة من قبل الراكب أو عن طريق وكيل. يتضمن خط سير الرحلة جميع التفاصيل المذكورة أعلاه اللازمة لإصدار تذكرة طيران، باستثناء رقم التذكرة.
عند إجراء الحجز، سيتم إنشاء سجل اسم المسافر (PNR) والذي يستخدم لإدارة الحجز وتسجيل الوصول. يمكن أن يكون هناك عدة ركاب في سجل اسم راكب واحد بشرط أن يكون لجميع الركاب نفس خط سير الرحلة ونوع الأجرة.
الإصدار
إن الحجز في حد ذاته لا يمنح المسافر الحق في السفر. إلأ عند تلقى شركة الطيران الدفعة أو يستبدل المسافر أميال / نقاط، يتم إصدار تذكرة مرتبطة بالحجز وتسمح للراكب بالسفر.
تاريخيًا، يعد الحجز والدفع خطوتين منفصلتين، مع تحديد الوقت المسموح به بين الحجز والدفع في قواعد الأسعار عند إجراء الحجز. مع أنظمة الحجز الحديثة، أصبح من الشائع طلب الدفع الفوري قبل إجراء الحجز.
يجب أن يكون لكل مسافر تذكرة طيران خاصة به، كما هو موضح في رقم تذكرة فردي، حتى عندما تكون الحجوزات مرتبطة برقم PNR واحد.

## تذاكر ورقية

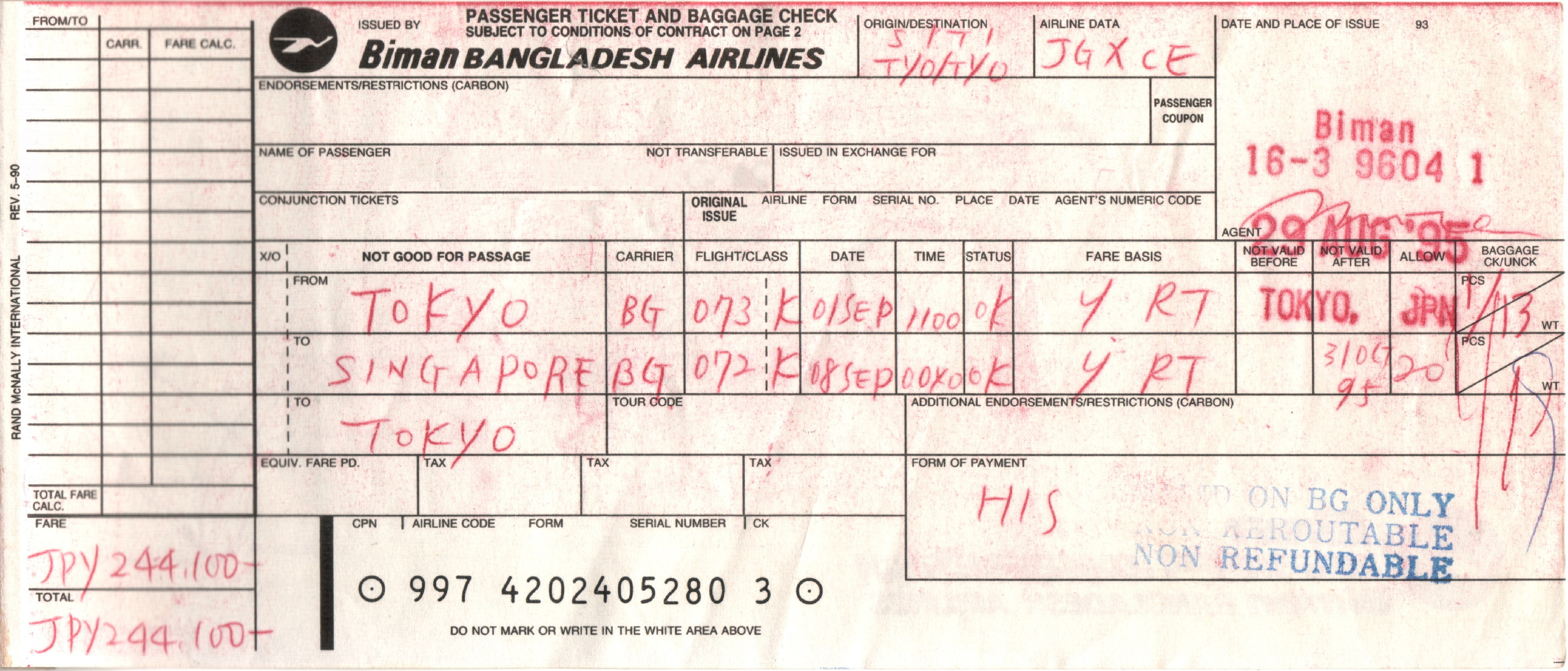
قسيمة رحلة مكتوبة بخط اليد لشركة طيران بيمان بنغلاديش

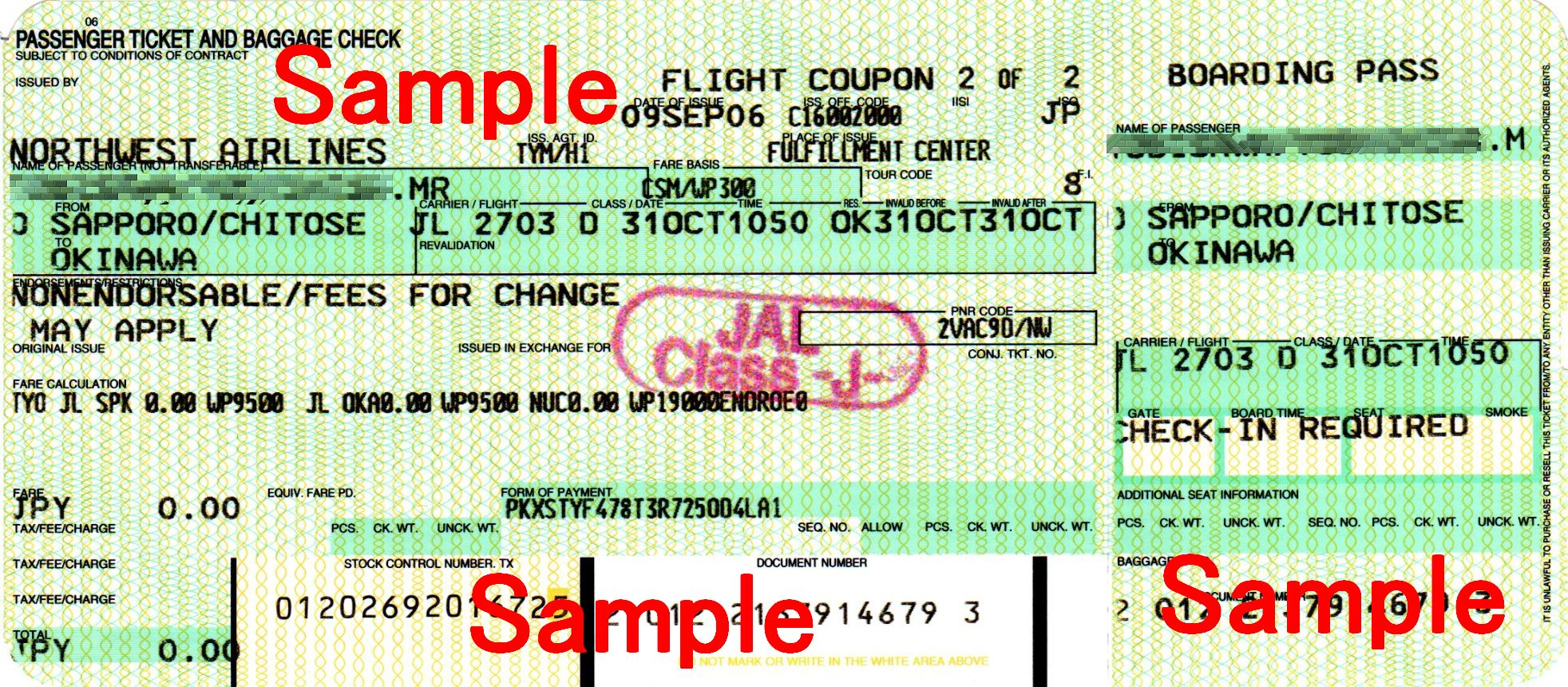
نموذج تذكرة خطوط نورث ويست الجوية، مطبوع بالكمبيوتر على مخزون من طراز ARC. لاحظ أن التسمية الكاملة للتذكرة هي «تذكرة الراكب وفحص الأمتعة».

في معظم تاريخ الطيران التجاري، كانت تذاكر السفر بالطائرة تُطبع على الورق. بمرور الوقت، تم توحيد شكل التذكرة الورقية، مع عرض معلومات معينة في أماكن معينة على قسيمة التذكرة. طبعت شركة Air Reporting Corporation (ARC) العديد من نماذج التذاكر القياسية التي تستخدمها شركات الطيران ووكلاء السفر، ونتيجة لذلك عُرفت التذاكر الورقية باسم «كوبونات ARC».
يمكن كتابة التذاكر بخط اليد أو طباعتها. يمكن بعد ذلك تدبيس الأوراق الفردية التي تتكون من التذكرة، واحدة لكل جزء رحلة، معًا في كتيب مع غلاف وغالبًا مع مستندات أخرى، مثل الإشعارات القانونية للمسافر. تضاعفت التذكرة باعتبارها فحص الأمتعة الرسمي بموجب اتفاقية وارسو وبروتوكول لاهاي (انظر الصورة).

### استبدال التذاكر الورقية
أعلن اتحاد النقل الجوي الدولي أنه اعتبارًا من 1 يونيو 2008، لن تُصدر شركات الطيران الأعضاء في اتحاد النقل الجوي الدولي أي تذاكر ورقية.

## حجز زائد
تقوم معظم شركات الطيران بالحجز الزائد لرحلاتها، مما يعني أنها تبيع تذاكر أكثر مما يمكن أن تحمله الرحلة.
إذا وصل عدد أكبر من حاملي التذاكر إلى المطار أكثر مما يمكن أن تحمله الطائرة، فسوف ترفض شركة الطيران صعود بعض الركاب (يُعرف بالعامية باسم «الاصطدام») وستقدم لهم تعويضات بناءً على اللوائح التي تنطبق على تلك الرحلة. عادة في هذا السيناريو يسأل الناقل عما إذا كان هناك أي مسافر يرغب في التطوع قبل أن يرفض قسرا ركوب الركاب. إذا كان هناك متطوعون، فستتفاوض شركة الطيران على تعويض هؤلاء الركاب، وعادة ما يكون ذلك في شكل قسائم جيدة للرحلات المستقبلية.

## خطوات أخرى
بعد الإصدار، يجب على المسافر اتباع إجراءين إضافيين للحصول على حق ركوب الرحلة: إعادة التأكيد وتسجيل الوصول.

### إعادة التأكيد
تطلب العديد من شركات الطيران من حامل التذاكر إعادة تأكيد الحجز، أي أنه يجب عليهم الاتصال بشركة الطيران وإبلاغهم بأنهم ما زالوا يعتزمون أخذ الرحلة المحجوزة. يجب أن يتم إعادة التأكيد خلال نطاق زمني محدد قبل كل رحلة، مرتين لرحلة الذهاب والإياب، على سبيل المثال. قد يؤدي عدم إعادة التأكيد إلى إلغاء حجزهم.

### تسجيل الوصول
تذكرة الطيران ليست كافية لصعود الطائرة. يحتاج الراكب إلى تسجيل الوصول والحصول على بطاقة صعود إلى الطائرة، وهي نموذج يشبه التذكرة ولكن لا يُطلق عليه «تذكرة» في هذه الصناعة.

## إعادة البيع
عندما كانت التذاكر الورقية لا تزال مستخدمة بشكل متكرر، أعاد بعض المسافرين بيع تذاكرهم (الخاصة لشخص معين) إلى مسافرين آخرين (غالبًا بأسعار مخفضة) عندما تغيرت خطط سفرهم. ثم يصطحب البائع المشتري إلى المطار وقت المغادرة. يقوم المالك الأصلي بتسجيل الوصول باسمه الخاص، ويقوم بتسجيل أمتعة المشتري. ثم استقل المشتري الطائرة. ومع ذلك، نظرًا لأن معظم شركات الطيران تتحقق من الهوية على متن الطائرة، نادرًا ما يكون هذا الإجراء عمليًا. يعد استخدام تذكرة شخص آخر غير قانوني أيضًا في العديد من الولايات القضائية.